# Coupe du monde féminine de volley-ball 1999
Navigation
Coupe du monde 1995 Coupe du monde 2003
La 8e Coupe du monde de volley-ball féminin a eu lieu au Japon du 2 au 16 novembre 1999.

## Formule de compétition
La Coupe du monde de volley-ball 1999 a regroupé 12 équipes. Elle se compose des champions de 5 continents (Asie, Amérique du Nord, Amérique du Sud, Afrique, Europe), des 4 vice-champions, du pays organisateur et de deux équipes invitées ("wild card").
Les matches se sont disputés en Round Robin. Chaque équipe a rencontré les autres (au total, 11 matches par équipe).
Les 3 premières équipes se sont qualifiées pour les jeux olympiques de Sydney.

## Équipes présentes
- Japon : organisateur
- Cuba : champion d'Amérique du Nord
- Brésil : champion d'Amérique du Sud
- Tunisie : champion d'Afrique
- Chine : champion d'Asie
- Russie : champion d'Europe
- États-Unis : vice-champion d'Amérique du Nord
- Argentine : vice-champion d'Amérique du Sud
- Croatie : vice-champion d'Europe
- Corée du Sud : vice-champion d'Asie
- Italie : wild card
- Pérou : wild card

## Déroulement de la compétition

### 1ertourdu2au4 novembre1999
- Tokyo, Yoyogi National Gymnasium :

- Okayama, Okayama General and Cultural Gymnasium

### 2etourdu6au7 novembre1999
- Sapporo, Hokkaido Prefectural Sports Center :

- Toyama, Toyama City Gymnasium :

### 3etourdu10au12 novembre1999
- Sendai, Sendai City Gymnasium :

- Kanazawa, Synthesis Gymnasium :

### 4etourdu14au16 novembre1999
- Nagoya, Nagoya Rainbow Hall :

- Osaka, Osaka Prefectural Gymnasium :

## Classement final
| No                 | Équipe       | Points | Matches | Matches | Sets | Sets   | Sets  | Points | Points | Points |
| No                 | Équipe       | Points | gagnés  | perdus  | pour | contre | Ratio | pour   | contre | Ratio  |
| ------------------ | ------------ | ------ | ------- | ------- | ---- | ------ | ----- | ------ | ------ | ------ |
| Médaille d'or      | Cuba         | 22     | 11      | 0       | 33   | 5      | 6.600 | 934    | 729    | 1.295  |
| Médaille d'argent  | Russie       | 21     | 10      | 1       | 30   | 9      | 3.333 | 930    | 766    | 1.214  |
| Médaille de bronze | Brésil       | 20     | 9       | 2       | 29   | 9      | 3.625 | 876    | 731    | 1.219  |
| 4                  | Corée du Sud | 18     | 7       | 4       | 24   | 14     | 1.714 | 877    | 777    | 1.104  |
| 5                  | Chine        | 18     | 7       | 4       | 24   | 15     | 1.600 | 904    | 875    | 1.084  |
| 6                  | Japon        | 18     | 7       | 4       | 22   | 18     | 1.222 | 888    | 850    | 1.051  |
| 7                  | Italie       | 16     | 5       | 6       | 19   | 21     | 0.905 | 907    | 808    | 1.060  |
| 8                  | Croatie      | 15     | 4       | 7       | 15   | 24     | 0.625 | 878    | 890    | 0.981  |
| 9                  | États-Unis   | 14     | 3       | 8       | 17   | 26     | 0.653 | 895    | 952    | 0.940  |
| 10                 | Pérou        | 13     | 2       | 9       | 11   | 28     | 0.392 | 793    | 902    | 0.890  |
| 11                 | Argentine    | 12     | 1       | 10      | 7    | 30     | 0.233 | 709    | 891    | 0.796  |
| 12                 | Tunisie      | 11     | 0       | 11      | 0    | 33     | 0.000 | 399    | 825    | 0.890  |

## Distinctions individuelles
- MVP : Taismary Agüero
- Meilleure marqueuse : Barbara Jelić
- Meilleure attaquante : Lioubov Sokolova
- Meilleure serveuse : Taismary Agüero
- Meilleure réceptionneuse : Lioubov Sokolova
- Meilleure passeuse : Elena Vasilevskaya
- Meilleure défenseur : Hiroko Tsukumo
- Meilleure contreuse : Mirka Francia